# AmaZioni
L'AmaZioni, o Sionismo africano, è una religione diffusa nell'Africa Sud-Orientale in particolare in eSwatini (Swaziland sino al 2018) dove il 30% della popolazione si ritiene Sionista, ci sono comunità più o meno estese anche in Mozambico, Zimbabwe, Malawi, Namibia e Botswana. In totale la Chiesa conta dai quindici milioni ai diciotto milioni di fedeli (l'incertezza è dovuta al fatto che molti risiedono in zone remote o per una mancanza di dati ufficiali).

## Dottrine
Il movimento è spesso definito come Cristiano, ma del Cristianesimo presenta solo il Battesimo e concetti di Cura Spirituale che vengono affiancati da riti tradizionali e usanze locali che rendono la dottrina AmaZioni un incrocio tra l'Animismo africano e la dottrina di Gesù. I Sacerdoti-Sciamani conferiscono il Battesimo, non è raro trovarli vestiti di bianco affiancati da un bastone che a volte usano per difendersi.
Petrus Louis Le Roux, guaritore "afrikaner", fondò le prime chiese. Egli era un membro della Chiesa Cattolica Cristiana di John Alexander Dowie a Sion, Illinois, Stati Uniti d'America. Nel 1903 Daniel Bryant venne inviato in Sudafrica per coadiuvare Le Roux nelle sue opere di conversione. Nel 1908 a Le Roux succedette Daniel Nkonyane nel comando della Chiesa; egli avviò una politica che tendeva ad allontanare il movimento africano da quello americano da cui derivava. L'operazione giunse a termine negli anni '20 quando tra le due parti non vi erano più contatti. Negli anni '80 la chiesa AmaZioni inaugurò un periodo di riconciliazione (che non si è ancora arrestato) per riavvicinarsi alla sua versione americana ormai divenuta Comunità della Chiesa di Cristo. Il Zion Evangelical Ministries of Africa in Italiano Ministeri del Sionismo Evangelico Africano o ZEMA è l'organo della Chiesa che si occupa dei rapporti internazionali della Chiesa.